# 邓励
邓励（1965年5月—），男，福建泉州人，大学学历，精通法语，中华人民共和国外交官，曾任中华人民共和国驻土耳其共和国大使、外交部部长助理、外交部副部长，现任中华人民共和国驻法国兼驻摩纳哥大使（第12任）。

## 生平
邓励1987年进入中华人民共和国外交部工作，先后在外交部西亚北非司、驻毛里塔尼亚大使馆、驻阿尔及利亚大使馆任职。
2001年，任驻比利时大使馆兼驻欧共体使团参赞。2003年，任外交部西亚北非司副司级干部。2004年，任外交部西亚北非司参赞，后升任副司长。2009年，任外交部欧洲司副司长。2011年，任驻法国大使馆公使。2015年，任外交部西亚北非司司长。
2019年1月，邓励被任命为第14任中国驻土耳其大使。1月26日晚，邓励与夫人张华抵达土耳其安卡拉埃森博阿国际机场。2月7日下午，邓励在总统宫向土耳其总统埃尔多安递交了国书。
2020年8月，接替陈晓东出任外交部部长助理。2021年10月，任外交部副部长。2024年10月13日，不再担任外交部副部长，并接替盧沙野出任中华人民共和国驻法国兼驻摩纳哥大使。

## 家庭
邓励与妻子有一个女儿。